# Сергієнко Василь Миколайович
Василь Миколайович Сергієнко (нар. 23 квітня 1956 — пом. 4 квітня 2014, Черкаська область, Україна) — український журналіст, поет, соціолог, громадський діяч, Герой України. Помер через катування.

## Життєпис
Значну частину життя прожив у Запоріжжі. Працював у обласних газетах Черкащини, Запоріжжя, писав для київських видань. Автор наукових праць із соціології, поетичних збірок. З 2009 року проживав у місті Корсунь-Шевченківський Черкаської області. Готувався до захисту кандидатської дисертації.
З 90-х років був членом Української республіканської партії, входив до складу Центральної Контрольно-ревізійної комісії партії. Був заступником голови Народної Ради Корсунщини, очолював місцевий осередок УРП.
Був активним учасником Революції гідності, взимку 2013—2014 років неодноразово їздив на Майдан Незалежності у Києві.

## Вбивство та розслідування
4 квітня 2014 — невідомі проникли у двір будинку в місті Корсунь-Шевченківський, де жив Сергієнко, де побили та викрали його власника. Наступного дня тіло Сергія було знайдено за 15 км від міста у Виграївському лісі з кайданками на руках та слідами жорстоких катувань. Похований у Корсунь-Шевченківському на Черкащині.

## Вшанування пам'яті
- У Запоріжжі на його ім'я перейменовано вулицю. Колишня вулиця Задніпровська отримала назву вул. Василя Сергієнка.
- На території Класичного приватного університету, при вході до інституту права імені В. Сташиса 22 квітня 2017 року урочисто відкрито меморіальну дошку на честь Героя Небесної Сотні Василя Сергієнка[1].

### Поетичне присвячення
Автором і упорядником Поетична енциклопедія «Герої Майдану» (1-й том) Оксаною Федишин присвячено вірш Василю Сергієнку.

### Нагороди
- Звання Герой України з удостоєнням ордена «Золота Зірка» (21 листопада 2014, посмертно) — за громадянську мужність, патріотизм, героїчне відстоювання конституційних засад демократії, прав і свобод людини, самовіддане служіння Українському народу, виявлені під час Революції гідності[2]
- Медаль «За жертовність і любов до України» (УПЦ КП, червень 2015) (посмертно)[3]